# Bad Endorf
Bad Endorf är en köping (Markt) i Landkreis Rosenheim i Regierungsbezirk Oberbayern i förbundslandet Bayern i Tyskland.